# جوشي مارشال
جوشي مارشال (بالإنجليزية: Joshi Marshall)‏ هو عازف جاز أمريكي، ولد في 1971.